# 名古屋市立白山中学校
名古屋市立白山中学校（なごやしりつ はくさんちゅうがっこう）は、愛知県名古屋市中区新栄一丁目にある公立中学校。白山地域スポーツセンターを併設する。

## 歴史

### 沿革
- 1947年4月18日 - 名古屋市立新栄小学校内において開校
- 1962年9月 - 白山中学校事件発生。
- 2022年（令和4年）度 - 体育館にエアコンが整備される予定[1][2]。

### 生徒数の変遷
『愛知県小中学校誌』（2018年）によると、生徒数の変遷は以下の通りである。
| 1947年（昭和22年） | 226人  |  |
| 1957年（昭和32年） | 1227人 |  |
| 1967年（昭和42年） | 633人  |  |
| 1977年（昭和52年） | 454人  |  |
| 1987年（昭和62年） | 377人  |  |
| 1997年（平成9年）  | 287人  |  |
| 2007年（平成19年） | 89人   |  |
| 2017年（平成29年） | 151人  |  |

## 通学区域
所管する名古屋市教育委員会は、2018年（平成30年）9月1日現在、名古屋市立新栄小学校区・名古屋市立老松小学校区・名古屋市立千早小学校区の各学区を通学区域として指定している。
町名で示すと、中区葵一丁目・葵二丁目・葵三丁目・新栄町・新栄一丁目・新栄二丁目・新栄三丁目・千代田一丁目・千代田二丁目・千代田五丁目・東桜二丁目の全域および栄四丁目・千代田三丁目・千代田四丁目の各一部に相当する。

## 交通アクセス
名古屋市営地下鉄東山線 新栄町駅が最寄り駅である。

## 著名な出身者
- 舘ひろし - 俳優
- ko-dai - 歌手（ソナーポケット）

### WEB
1. 1 2  名古屋市教育委員会事務局総務部企画経理課企画統計係 (2018年9月18日). “中区の小・中学校一覧”.   名古屋市. 2018年11月14日閲覧。
2. ↑  名古屋市教育委員会事務局総務部教育環境計画室計画係 (2018年4月1日). “名古屋市立中学校区一覧（小→中）” (PDF).   名古屋市. 2018年11月14日閲覧。
3. ↑  名古屋市教育委員会事務局総務部教育環境計画室計画係 (2018年9月1日). “名古屋市立小・中学校の通学区域一覧（中区）” (PDF).   名古屋市. 2018年11月15日閲覧。

### 書籍
1. ↑  “学校体育館空調設備にかかる設計について”. 名古屋市. (2021年5月28日) 2021年8月10日閲覧。
2. ↑  “中学、特別支援学校６０校の体育館にエアコン　冷房は２３年度から”. 中日新聞社. (2021年5月29日) 2021年6月21日閲覧。
3. ↑  六三制教育七十周年記念 愛知県小中学校誌 合同記念誌編集特別委員会 2018, p. 207.